# Tarchały Małe
Tarchały Małe es un pueblo en el distrito administrativo de la gmina de Odolanów, dentro del distrito de Ostrów Wielkopolski, Voivodato de Gran Polonia, en el centro oeste de Polonia., Se encuentra aproximadamente a 6 kilómetros al norte de Odolanów, a 4 kilómetros al sur de Ostrów Wielkopolski, y a 102 kilómetros al sureste de la capital regional Poznań.
La localidad tiene una población de 180 habitantes.